# أندريه يورغنسن
أندريه يورغنسن (بالنرويجية: André Marius Jørgensen Hofstøl) مواليد 9 أبريل 1979، هو لاعب كرة يد نرويجي يلعب كظهير أيسر. يلعب حاليا مع نادي آلبورغ لكرة اليد ويحمل الرقم 4. في عام 2006، انضم يورغنسن إلى الفريق الدنماركي AaB هاندبول. وقبل ذلك، كان قد لعب مع الفريق الإسباني CD بيداسوا. كان يورغنسن لاعبًا منتظمًا في صفوف المنتخب النرويجي لكرة اليد، حيث خاض أكثر من 100 مباراة دولية خلال مسيرته. بين عامي 2021 و2022، شغل منصب مدرب فريق ØIF أرندال، وهو الفريق الذي سبق له أيضًا اللعب في صفوفه.

## روابط خارجية
- أندريه يورغنسن على موقع الاتحاد الأوروبي لكرة اليد (الإنجليزية)
- أندريه يورغنسن على موقع الاتحاد النرويجي لكرة اليد (النرويجية)